# Joseph Burke (Schauspieler)
Joseph „Joe“ Burke (* 16. April 1945 in Philadelphia, Pennsylvania) ist ein ehemaliger US-amerikanischer Schauspieler.

## Leben
Burke wurde als Joseph S. Burkle als Sohn eines Sanitätsoffiziers der United States Navy in Philadelphia geboren.
Nach seiner Schulzeit studierte er an der Universität von Maryland, die er 1967 mit einem Bachelor of Arts in Sprachwissenschaften und Dramatik abschloss. Seine Schauspielausbildung absolvierte er unter anderem bei Milton Katselis, Alan Landers, Charles Conrad und George Shdanoff.
Zwischen 1968 und 1971 diente er im Rang eines Lieutenants in der United States Navy und heiratete später seine Frau Elizabeth.
Burke, der ein passionierter Windsurfer ist und fließend Deutsch spricht, lebt am Lake Oswego in der Nähe von Portland im US-Bundesstaat Oregon.

## Karriere
Seine Karriere begann Burke mit Regionaltheater-Aufführungen in den frühen 1970er Jahren. 1974 spielte er Beef Saunders im Broadway-Musical Good News am St. James Theatre in New York City. Er hatte auch Auftritte in mehreren Bühnenstücken des Waterfront Theater in Key West, Florida, unter der Regie von Jack Clark.
Ab Mitte der 1970er Jahre folgten Haupt- und Nebenrollen in Fernsehserien sowie in Filmen.
Sein Fernsehdebüt feierte er 1975 mit der Rolle des Mike Prochak in einer Folge der Krimiserie Cannon. In der kurzlebigen Sitcom Quark aus dem Jahr 1978 war er unter seinem Spitznamen Joe Burke zu sehen; zudem spielte er in den Pilotfolgen von Ray Dantons Bender’s Force (1979) und Alan Meyers’ Circus is Coming. Wiederkehrende Rollen hatte er in General Hospital, Tribes und Unter Verdacht – Der korrupte Polizist sowie 2014 eine Gastrolle in A Crime to Remember.
Ab 1981 spielte in Filmen wie Zum Teufel mit Max an der Seite von Elliott Gould und Bill Cosby, Die Traumtänzer an der Seite von Burt Reynolds und 1995 in Gill Dennis’ Thriller Without Evidence an der Seite von Angelina Jolie. Seinen letzten Auftritt in einem Film hatte er 1998 in Grenzenlos.
Burke arbeitete auch als Werbesprecher für zahlreiche Firmen und war in hunderten Fernseh- und Radio-Werbespots zu sehen und zu hören, in denen er Werbefiguren wie „Mr. Goodwrench“, den „Irish Spring“-Mann und „Marathon John“ verkörperte.
Zwischen 1994 und 1995 war er Sänger und Gitarrist der Raging River Band. Im deutschen Sprachraum wird er unter anderem von Friedrich Georg Beckhaus, Jörg Döring, Andreas Hosang, Joachim Kerzel, Crock Krumbiegel, Wolfgang Pampel, Eberhard Prüter, Bernd Rumpf und Manfred Schermutzky synchronisiert.
Im Jahr 1996 gründete Burke die Beratungsfirma NetPro NorthWest in Portland, aus der 1998 die Firma Infinisource hervorging. Im August 1999 entstand daraus die Software-Entwicklungsfirma Rose City Software, deren Geschäftsführer er ist.

## Filmografie (Auswahl)

### Film
- 1981: Zum Teufel mit Max
- 1989: Die Traumtänzer
- 1992: Das Spiegelbild (Body Language; Fernsehfilm)
- 1993: Teufel der Verführung (Moment of Truth: Why My Daughter?; Fernsehfilm)
- 1993: Bombenattentat in New York (Without Warning: Terror in the Towers; Fernsehfilm)
- 1993: Single Dad (Fernsehfilm)
- 1994: Joey und Emily (To My Daughter, with Love; Fernsehfilm)
- 1995: Without Evidence
- 1998: Grenzenlos (Without Limits)

### Fernsehen
- 1975: Cannon
- 1976: Drei Engel für Charlie
- 1976–1978: Make-up und Pistolen
- 1977: California Okay
- 1978: Quark (als Joe Burke)[2][1]
- 1979: Detektiv Rockford – Anruf genügt
- 1979: Die Supertypen (Concrete Cowboys)
- 1979–1983: Ein Duke kommt selten allein
- 1981: Foul Play[2]
- 1983: Falcon Crest
- 1983: Ein Colt für alle Fälle[2][8]
- 1984: Knight Rider
- 1986: Simon & Simon
- 1986: Das A-Team
- 1987: Matlock
- 1988–1990: General Hospital
- 1990: Tribes
- 1992: Zurück in die Vergangenheit
- 1994–1995: Unter Verdacht – Der korrupte Polizist (Under Suspicion)
- 2014: The Crime Chronicles (auch: A Crime to Remember)[8][9]

## Theater (Auswahl)
- Good News (St. James Theater, New York City; Schubert, Los Angeles)
- Wonderful Town (Los Angeles Music Center; LACLO)
- Promises Promises (Kenley Players, Ohio)
- South Pacific (Kenley Players, Ohio)
- The Lion in Winter (Florida Dinner Theater)
- Barefoot in the Park (Pennsylvania Dinner Theater)